# 1097 Vicia
1097 Vicia eller 1928 PC är en asteroid i huvudbältet, som upptäcktes 11 augusti 1928 av den tyske astronomen Karl Wilhelm Reinmuth i Heidelberg. Den har fått sitt namn efter det vetenskapliga namnet på växtsläktet Vicker.
Asteroiden har en diameter på ungefär 23 kilometer.